# Halloysiet
Het mineraal halloysiet is een aluminium-silicaat met de molecuulformule Al2Si2O5(OH)4. Het is een fylosilicaat en hoort binnen de kleimineralen tot de kaoliniet-groep. Het mineraal halloysiet is voor het eerst in 1826 beschreven door de Franse mineraloog Pierre Berthier. Die noemde het naar de Belgische geoloog baron Jean d'Omalius d'Halloy (1707-1789), die de klei in Angleur nabij Luik had aangetroffen.
Het kan verschillende kleuren hebben, wit of wit met een geel-, rood-, bruin- of groenteint, het heeft een doffe glans en een witte streepkleur. Het heeft een monoklien kristalstelsel en het kent geen splijting. De massadichtheid is 2,59 kg/l, de hardheid is 2 en het mineraal is niet radioactief.
Halloysiet is een polymorf kleimineraal met dezelfde samenstelling als kaoliniet, dickiet en nacriet en komt als zodanig in schalies voor en andere sedimentaire gesteenten. Halloysiet wordt ook gevonden als een verweringsproduct van hydrothermale circulatie van andere aluminiumsilicaten, zoals van veldspaten. De typelocatie is Angleur, bij Luik in België.

## Websites
- Halloysite Mineral Data